# الشمال إفريقيون في الولايات المتحدة الأمريكية
مهاجرو شمال أفريقيا في الولايات المتحدة هم الأمريكيين الذين أصولهم في منطقة شمال إفريقيا. تضم هذه المجموعة أمريكيين من الجزائر ومصر وليبيا والمغرب وتونس وموريتانيا.
وصل المهاجرون من شمال إفريقيا إلى الولايات المتحدة منذ القرن السادس عشر. كان بعض المستكشفين الأوائل الذين رافقوا الإسبان في رحلاتهم الاستكشافية في الولايات المتحدة من شمال إفريقيا، وهي مجموعة ساهمت أيضًا في توطين بعض المستعمرات الإسبانية في ذلك البلد. حاليًا، يتجاوز عدد سكان شمال إفريقيا في الولايات المتحدة 8,00000 شخص.
يمكن أن يكون سكان شمال إفريقيا في الولايات المتحدة من المصريين والمغاربة والجزائريين والتونسيين والليبيين والموريتانيين
في بعض الأحيان، يتم تضمين الكناريين أيضًا في هذه المجموعة، بسبب الموقع الجغرافي لجزر الكناري بالقرب من شمال إفريقيا، كما يعتبر سكان شمال إفريقيا من أصل شمال أفريقي جزئيًا (الكناريون عمومًا من أصل أوروبي سائد مع بعض المستخلصات البربرية) يعتبرون أيضًا من شمال إفريقيا (على الرغم من أن الأوروبيين سياسيًا، ولغويًا، كونهم إسبانًا، أو من أصل لاتيني). اعتبارًا من عام 2008، كان هناك أكثر من 800,000 شخص من شمال إفريقيا في الولايات المتحدة ينحدرون من مختلف المجموعات العرقية الأصلية في شمال إفريقيا.

## تاريخ
ترتبط القرون الأولى لوجود شعوب شمال إفريقيا في الولايات المتحدة بالفترة الاستعمارية الإسبانية في الجزء الجنوبي من الولايات المتحدة الحالية.
كان الوجود المغربي في الولايات المتحدة نادرًا حتى منتصف القرن العشرين. ربما كان أول شمال إفريقي الذي جاء إلى الولايات المتحدة الحالية هو عبد اسمه الزموري أو Estevanico ، وهو قائد بحار مغربي مسلم من أصل بربري، شارك في حملة Pánfilo de Narváez المشؤومة لاستعمار فلوريدا وساحل الخليج.
في عام 1527. نجا أزموري فقط وثلاثة من رفاقه خلال الرحلة التي استمرت أحد عشر عامًا، والتي استمرت 5000 ميل، من فلوريدا إلى الساحل الغربي، منهية الجولة في تكساس. لذلك، في عام 1534، عبروا الجنوب من الولايات المتحدة حتى ولاية أريزونا، وأصبح أيضًا، لاحقًا، واحدًا من أربعة رجال رافقوا ماركوس دي نيزا كمرشد بحثًا عن مدن السبع الأسطورية في سيبولا، قبل كورونادو. كما كان أول مستكشف دخل قرية هندية. 
لاحقًا، في عام 1566، أي قبل أربعين عامًا من تأسيس مستعمرة جيمستاون، أسس الإسبان مستعمرة سانتا إيلينا. نمت المستعمرة لأكثر من عشرين عامًا حتى غزاها البريطانيون عام 1587. كان العديد من مستعمري سانتا إيلينا من الموريسكيين واليهود. من الناحية العرقية، كان العديد من مستعمري سانتا إيلينا مسلمين من أصل بربري ويهود سفارديم، جندهم النقيب البرتغالي جواو باردو في الجبال الجاليكية الكثيفة بشمال البرتغال عام 1567، أي قبل أقل من عام من ذروة محاكم التفتيش ضد المسلمين. عندما سقطت سانتا إيلينا، هرب سكانها - بمن فيهم اليهود والمسلمون والذين اعتنقوا الإسلام - إلى جبال نورث كارولينا. ونجوا هناك، وغالبًا ما تزوجوا من الأمريكيين الأصليين، ثم انضموا إلى المجموعة الثانية التي جاءت إلى الشواطئ الأمريكية، ومن المفارقات ان عام 1587، هو نفس العام الذي سقطت فيه سانتا إيلينا. 
ومع ذلك، وحتى النصف الثاني من القرن العشرين، جاء معظمشعوبن شمال إفريقيا الذين هاجروا إلى الولايات المتحدة، في الواقع، من جزر الكناري، التي تنتمي سياسيًا إلى إسبانيا.
جاءوا إلى بعض المستعمرات الإسبانية في الجنوب من الولايات المتحدة بهدف تأسيس وإعادة توطين مناطق لإسبانيا.و في عام 1539، قام هيرناندو دي سوتو بتجنيد بعض الحملات الاستكشافية في هذا الأرخبيل لاستكشاف فلوريدا الإسبانية، وفي عام 1569 وصلت مجموعة أخرى من المزارعين الكناريين (المعروفة في الأمريكتين باسم Isleños) لهذه الوجهة. خلال القرن الثامن عشر، ووصلت مجموعات أخرى من الكناريين إلى الولايات المتحدة الحالية، وتم تأسيسها في عدة مناطق في جنوب هذا البلد.
وفي عام 1731 وصلت 16 عائلة كنارية إلى سان أنطونيو، بين 1757 و 1780، ووصلت أكثر من 984 أسرة كنارية إلى فلوريدا (على الرغم من أنهم روجوا للزراعة في هذه الولاية، إلا أن معظم المستوطنين في فلوريدا هاجروا إلى كوبا عندما بيعت فلوريدا إلى المملكة المتحدة في عام 1763، وكذلك عندما تم التنازل عنها للولايات المتحدة في عام 1819، بعد أن استردتها إسبانيا، وهاجر ما بين عامي 1778 و 1783 أكثر من 2000 كناري إلى لويزيانا.
وهكذا، هاجر أكثر من 3000 كناري إلى المستعمرات الإسبانية في أمريكا الشمالية خلال القرن الثامن عشر. ومع ذلك فهم إسبان سياسيا.
كانت هناك جالية صغيرة من المغاربة المغتربين في ولاية كارولينا الجنوبية بعد الاستقلال (يشار إليها فيما بعد باسم «المغاربة»، راجع قانون Moors Sundry Act لعام 1790).
هاجرت شعوب شمال إفريقيا إلى الولايات المتحدة بأعداد كبيرة فقط منذ الستينيات. حتى هذا الوقت، وصل عدد قليل جدًا من سكان شمال إفريقيا إلى الولايات المتحدة، وكان عددهم أقل من 100 شخص في النصف الأول من القرن التاسع عشر. كان العديد من المهاجرين من شمال إفريقيا خلال النصف الأول من القرن العشرين من اليهود. بدأ العديد من المغاربة والجزائريين والتونسيين في الوصول بشكل ملحوظ في السبعينيات.   لم يبدأ السودانيون بالوصول بأعداد كبيرة حتى ثمانينيات القرن الماضي، هربًا في الغالب من الحرب الأهلية في بلادهم.
يهاجر معظم سكان شمال إفريقيا لأسباب اقتصادية أو دينية أو تعليمية أو سياسية.   

## الديموغرافيا
يشمل سكان شمال إفريقيا في الولايات المتحدة مهاجرين مغاربة وجزائريين وتونسيين وليبيين إلى الولايات المتحدة. تعيش أكبر هذه المجتمعات في نيوجيرسي ونيويورك وكاليفورنيا وواشنطن العاصمة وتكساس. في كاليفورنيا، يعيش معظم سكان شمال إفريقيا في مناطق قريبة من لوس أنجلوس وسان فرانسيسكو وسان دييغو. في تكساس، تتواجد المجتمعات بشكل رئيسي في دالاس وأوستن وهيوستن. هناك أيضًا مستوطنات مهمة في شمال إفريقيا في ميشيغان (بشكل رئيسي في ديترويت) ونبراسكا (أوماها) وفلوريدا (في مدن مثل ميامي أو أورلاندو أو جاكسونفيل) وإلينوي (شيكاغو) وفيرجينيا (في مدن مثل الإسكندرية).  كما توجد مجتمعات Isleño في تكساس ولويزيانا وفلوريدا. أثناء وجودهم في الولايتين الأوليين، ينحدر معظم سكان Isleños من مستوطنين كناريين؛ في المجموعة الثالثة هم من المهاجرين الجدد وذريتهم.
- الأمريكيون المصريون: 256,070 (تعداد 2016.[8]
- الأمريكيون المغاربة: 29461 (تعداد 2016)
- الأمريكيون الكناريون: 45000 - 75000 (إحصائيات 2000)
- الأمريكيون الليبيون: 9000 (تعداد 2010)
- الأمريكيون الجزائريون: 8752 (تعداد عام 2000) [9]
- الأمريكيون التونسيون: 4,735 (تعداد عام 2000)

## علم الوراثة
ينتمي معظم هؤلاء السكان إلى مجموعة هابلوغروب الأبوية E1b1b ، مع وجود متحدثي اللغة الأمازيغية من بين أعلى الترددات لهذا النسب.
بالإضافة إلى ذلك، وجد التحليل الجينومي أن الأمازيغ والمجتمعات المغاربية الأخرى يتم تعريفها من خلال مكون سلف مشترك. يصل هذا العنصر المغاربي إلى ذروته بين الأمازيغ التونسيين. إنه مرتبط بالمكون القبطي، حيث اختلف عن هذه المكونات وغيرها من المكونات التابعة لغرب أوراسيا قبل عصر الهولوسين من المغرب والجزائر وتونس وليبيا.

## الثقافة واللغة
معظم سكان شمال إفريقيا في الولايات المتحدة هم من المسلمين واليهود والكاثوليك (Isleños). على الرغم من وجود أقلية أيضًا من الأشخاص ذوي الثقافة الأمازيغية والذين وفقًا لإحصاء عام 2000، كانوا 1327 شخصًا في الولايات المتحدة  بالإضافة إلى الأقليات اليهودية المنحدرة بشكل أساسي من المغرب.
معظم المسلمين هم من السنة.
لغويًا، يتحدث غالبية مهاجري شمال إفريقيا في الولايات المتحدة اللغات: الإنجليزية والعربية والقبطية والفرنسية (الجزائريين والمغاربة والتونسيين) والأمازيغية والإيطالية (الليبيين) والإسبانية (بعض الجزر).
بينما يتم مشاركة اللغة العربية من قبل معظم سكان شمال إفريقيا - على الرغم من استخدام اللهجات الخاصة بهم مثل العربية المغربية أو العربية التونسية والفرنسية والإيطالية غالبًا بين سكان شمال إفريقيا من الدول التي كانت مستعمرات فرنسا وإيطاليا في أواخر القرن التاسع عشر وأوائل القرن العشرين.
و يتحدث العديد من المهاجرين المغاربة اللغة البربرية (الأمازيغية) بشكل أساسي (في الواقع، في المغرب، الأشخاص الذين يتحدثون البربرية هم، وفقًا لتقديرات مختلفة، ما بين 45٪ و 60٪ من السكان) وكذلك الجزائريين (في الجزائر يمثلون ما بين 25٪ و 45٪) من السكان)
ويتحدث غالبية سكان Isleños اللغة الإنجليزية، ولكن لا يزال هناك بعض الأشخاص الذين يتحدثون اللغة الإسبانية الكنارية في القرن الثامن عشر. أحدث المهاجرين الكناريين؛ لأنهم إسبانيون، يتكلمون الإسبانية.

## المنظمات
على الرغم من أن بعض المنظمات التي أنشأها سكان شمال إفريقيا في الولايات المتحدة موجهة إلى الجالية المسلمة بشكل عام، إلا أن هناك أيضًا جمعيات موجهة بشكل خاص إلى مجتمع شمال إفريقيا في الولايات المتحدة. هذه هي حالة الرابطة المغاربية لأمريكا الشمالية (MANA)، وهي منظمة أنشأها المغاربة والجزائريون الأمريكيون في شيكاغو والتي تهدف إلى مساعدة المهاجرين الجدد من شمال إفريقيا على التكيف مع الحياة الأمريكية والحفاظ على المبادئ الأساسية التي تتكون منها للإسلام، ولا سيما المبادئ الأساسية للمذهب السني. هذه المنظمة موجهة بشكل خاص إلى المهاجرين من شمال إفريقيا لأنهم لم يرتبطوا ارتباطًا وثيقًا بالمسلمين في الشرق الأوسط. 
منظمة أخرى مهمة هي الجمعية الثقافية الأمازيغية في أمريكا (ACAA)، وهي منظمة غير ربحية تأسست في ولاية نيو جيرسي. هدف هذه المنظمة هو تعزيز اللغة والثقافة الأمازيغية (البربرية) في الولايات المتحدة. 
الجمعية الأمازيغية الجزائرية المتحدة (UAAA)، وهي جمعية غير دينية مقرها في منطقة خليج سان فرانسيسكو، لها هدف مماثل لتعزيز الثقافة الأمازيغية في أمريكا الشمالية وخارجها.
بالإضافة إلى منظمة أمازيغية أخرى هي الرابطة الأمازيغية الأمريكية بواشنطن العاصمة.
ومع ذلك، يتم توجيه العديد من المنظمات أيضًا إلى مجموعات محددة مثل أصدقاء المغرب، والجمعية الجزائرية الأمريكية لشمال كاليفورنيا،  جمعية الأمل الجديد للسودان الأمريكي (NSAH ، التي تأسست عام 1999 من قبل مجموعة من السودانيين من روتشستر، مينيوتا، لمساعدة السودانيين. اللاجئين في جوانب مثل اللغة والمهارة)،  إلخ. . .

## روابط خارجية
- المقبرة والنصب التذكاري لأمريكي شمال إفريقيا

قالب:African immigration to the United States